# Jahvin Sutherland
Jahvin Darren Tristan Sutherland (Kingstown, San Vicente y las Granadinas, 10 de noviembre de 1994) es un futbolista sanvicentino que juega como defensa en el System 3 FC de la SVGFF Premier Division de San Vicente y las Granadinas. Es internacional con la selección nacional de San Vicente y las Granadinas.

## Selección nacional
Sutherland hizo su debut internacional el 4 de mayo de 2014 en un empate por 0-0 contra Santa Lucía. El 3 de julio de 2017, Sutherland anotó su primer gol contra Granada. Sin embargo, el partido terminó con una derrota por 3-4.

### Goles internacionales
| N.º | Fecha                   | Sede                                                           | Adversario            | Gol  | Resultado | Competencia                                           |
| --- | ----------------------- | -------------------------------------------------------------- | --------------------- | ---- | --------- | ----------------------------------------------------- |
| 1.  | 3 de julio de 2017      | Estadio Atlético Kirani James, St. George, Granada             | Granada               | 2 –4 | 3–4       | Torneo Islas de Barlovento 2017                       |
| 2.  | 18 de noviembre de 2018 | Academia Nacional TCIFA, Providenciales, Islas Turcas y Caicos | Islas Turcas y Caicos | 1 –2 | 2–3       | Clasificación de la Liga de Naciones CONCACAF 2019-20 |
| 3.  | 15 de noviembre de 2019 | Estadio Arnos Vale, Arnos Vale, San Vicente y las Granadinas   | Nicaragua             | 1 –0 | 1-0       | 2019-20 CONCACAF Liga de Naciones B                   |